# Carnen
De Carnen (Nederlands: Roodwater, Engels: Redwater) is een fictieve rivier in J.R.R. Tolkiens wereld Midden-aarde.
De rivier ontspringt in de IJzerheuvels in het noorden van Rhovanion. Dit verklaart ook waarschijnlijk de naam: de rode kleur van de rivier komt waarschijnlijk door een hoog gehalte aan ijzer vanuit de heuvels. De rivier stroomt ongeveer 400 kilometer naar het zuiden alvorens in de rivier Running te stromen.
Nadat aan het einde van de Derde Era het koninkrijk Dal hersteld was vormde de Carnen de oostgrens met Dorwinion.
Adorn · Anduin (de Grote Rivier) · Angren (Isen) · Baranduin (Brandewijn) · Betoverde Rivier · Bruinen (Luidwater) · Carnen (Roodwater) · Celduin (Running) · Celebrant (Zilverlei) · Celos · Ciril · Deemril · Dieptestroom · Erui · Gilrain · Glanduin (Grensrivier) · Glanhir (Meringstroom) · Gwathló (Grauwel) · Harnen (Zuiderrivier) · Lefnui · Lhûn (Lune) · Limlicht · Mitheithel (Grijsvloed) · Morgulduin · Morthond · Nimrodel · Ninglor (Lis) · Onodló (Entwas) · Poros · Rhimdath · Ringló · Serni · Sirith · Sirannon (Poortstroom) · Sneeuwborn · Het Water · Wilgewinde · Woudrivier